# Kapanga
Kapanga este un oraș în  provincia Katanga, Republica Democrată Congo. În 2012 avea o populație de 2 287 de locuitori, iar în 2004 avea 1 941.